# Arthur Baur
Pour les articles homonymes, voir Baur.
Arthur Baur, né le 19 février 1915 à Zurich et mort le 17 septembre 2010 à Männedorf, est un journaliste, linguiste et espérantiste suisse.

## Biographie

### Jeunesse
Arthur Baur nait le 19 février 1915 à Zurich, dont il est également originaire. Son père, Emil Baur, est professeur de chimie et physique à l’École polytechnique fédérale de Zurich.
Il fait ses études supérieures à Zurich, Stockholm, Londres, Paris et Uppsala,. Il y étudie la philologie allemande, anglaise, islandaise et rhéto-romanche,. Il obtient, en 1940, un doctorat à l’université de Zurich,. Il obtient un brevet pour l’enseignement secondaire supérieur à Zurich, en 1941. Après son doctorat, il travaille en tant que journaliste, jusqu’à la retraite.

### Espéranto et journalisme
En 1930, Arthur Baur apprend l’espéranto au gymnasium. Il devient membre de la société d’espéranto de Zurich.
En 1933, il adhère à la société suisse d’espéranto et commence à s’y impliquer en participant à l’assemblée générale,,.
En 1939, il adhère à l’association universelle d’espéranto.
De 1932 à 1933, il rédige le bulletin La Sonilo Malgranda, plus tard renommé Ĉiulandulo. En 1959, la société suisse d’espéranto le fait membre d’honneur. Entre 1947 et 1991, il diffuse les émissions de radio, en espéranto, Svisa Radio Internacia. Heidi Baur-Sallenbach, son épouse, l’aide souvent à cette tâche.
Il est président de l’association suisse d’espéranto et rédacteur de son organe Svisa Esperanto-Revuo entre 1980 et 1986. 
Il est responsable du service d’informations des 31e et 32e congrès universaux d’espéranto, à Berne, en Suisse. Il également responsable du service de presse du 64e congrès, à Lucerne, en Suisse.
Il est l’unique rédacteur du Wochenblatt von Pfäffikon entre 1942 et 1945. Il est rédacteur de la rubrique étrangère entre 1945 et 1959, puis rédacteur en chef entre 1960 et 1966 de Neue Berner Zeitung. Il est rédacteur en chef de Landbote, entre 1967 et 1980.
Il rédige des ouvrages de vulgarisation sur le suisse alémanique, le rhéto-romanche et l’espéranto.
En 1980, il devient membre d’honneur de l’association universelle d’espéranto,.
En 1943, il épouse Heidi Baur-Sallenbach, docteure ès lettres et journaliste,,.
En 1975, il devient membre de la Commission nationale suisse pour l’Unesco.
Il meurt le 17 septembre 2010 à Männedorf, à l’âge de 95 ans.

## Œuvres
- Svisa antologio (1939)
- La fenomeno Svislando (1979)
- Esperanto in 5 Lehrbriefen (1942)
- Das Problem der internationalen Sprache (1953)
- Esperanto per Post (1958)
- Deine zweite Sprache (1960)
- De la utopio al la realeco; Von der Utopie zur Wirklichkeit (1976)
- La retoromanĉa: sorto de la plej malgranda nacia lingvo de Svisdando (1984)
- La retoromanĉa: historio kaj nuntempo de la kvara nacia lingvo de Svislando (1995)
- Die Geschichte der Esperanto-Sendungen aus der Schweiz (1998)